# Will Routley
Will Routley (Whistler, Colúmbia Britànica, 23 de maig de 1983) és un ciclista canadenc, professional des del 2005 fins al 2016. En el seu palmarès destaca el Campionat del Canadà en ruta del 2010.

## Palmarès
- 2010
  -  Campionat del Canadà en ruta
  - Vencedor d'una etapa a la Redlands Bicycle Classic
- 2014
  - Vencedor d'una etapa a la Volta a Califòrnia i 1r de la classificació de la muntanya
- 2016
  - Vencedor d'una etapa al Gran Premi Liberty Seguros